# Radio Zet Gold
Radio Zet Gold – nieistniejąca sieć dziewiętnastu lokalnych stacji radiowych, nadających w dwudziestu dwóch miastach Polski. Swój program – w formacie muzycznym classic hits – adresowała głównie do dojrzałych słuchaczy. Sieć należała do grupy radiowej Eurozet. Główna siedziba Radia Zet Gold mieściła się w Warszawie przy ul. Żurawiej 8.
Radio Zet Gold rozpoczęło emisję 30 czerwca 2013, pojawiając się na częstotliwościach Planety FM, Radia Traffic FM i Radia Plus Toruń. Radio Zet Gold zakończyło nadawanie 4 września 2017 i zostało zastąpione przez Meloradio.

## Stacje sieci
| Nazwa programu               | Częstotliwość | Miejscowość                           | Uwagi                       |
| ---------------------------- | ------------- | ------------------------------------- | --------------------------- |
| Radio ZET Gold Bielsko-Biała | 87,9 MHz      | Bielsko-Biała                         | byłe Radio Planeta 87,9 FM  |
| Radio ZET Gold Dzierżoniów   | 96,4 MHz      | Dzierżoniów                           | byłe Radio Sudety           |
| Radio ZET Gold Giżycko       | 107,0 MHz     | Giżycko                               | byłe Radio Planeta Giżycko  |
| Radio ZET Gold Iława         | 90,2 MHz      | Iława                                 | byłe Radio Planeta Iława    |
| Radio ZET Gold Inowrocław    | 98,1 MHz      | Inowrocław                            | byłe Radio Eska Inowrocław  |
| Radio ZET Gold Katowice      | 95,1 MHz      | Katowice (nadajnik w Zabrzu)          | byłe Radio Planeta 95,1 FM  |
| Radio ZET Gold Kielce        | 103,9 MHz     | Kielce                                | byłe Radio Planeta Kielce   |
| Radio ZET Gold Konin         | 99,6 MHz      | Konin                                 | byłe Radio Planeta Konin    |
| Radio ZET Gold Kraków        | 101,3 MHz     | Kraków                                | byłe AntyRadio 101,3 FM     |
| Radio ZET Gold Łódź          | 104,5 MHz     | Łódź                                  | byłe Radio Planeta Łódź     |
| Radio ZET Gold Mazury        | 101,5 MHz     | Ostróda                               | byłe Radio Mazury           |
| Radio ZET Gold Mazury        | 96,4 MHz      | Morąg                                 | byłe Radio Mazury           |
| Radio ZET Gold Mazury        | 89,4 MHz      | Olsztynek                             | byłe Radio Mazury           |
| Radio ZET Gold Mrągowo       | 104,9 MHz     | Mrągowo                               | byłe Radio Planeta Mrągowo  |
| Radio ZET Gold Olsztyn       | 90,5 MHz      | Olsztyn                               | byłe Radio Planeta Olsztyn  |
| Radio ZET Gold Opole         | 106,2 MHz     | Opole                                 | byłe Radio Planeta 106,2 FM |
| Radio ZET Gold Opole         | 93,2 MHz      | Kluczbork                             | byłe Radio Planeta 106,2 FM |
| Radio ZET Gold Poznań        | 90,6 MHz      | Poznań (nadajniki w Poznaniu i Górze) | byłe Radio Planeta Poznań   |
| Radio ZET Gold Poznań        | 99,4 MHz      | Poznań (nadajniki w Poznaniu i Górze) | byłe Radio Planeta Poznań   |
| Radio ZET Gold Słupca        | 102,9 MHz     | Słupca                                | byłe Radio Planeta Słupca   |
| Radio ZET Gold Toruń         | 92,8 MHz      | Toruń                                 | byłe Radio Plus Toruń       |
| Radio ZET Gold Warszawa      | 94 MHz        | Warszawa                              | byłe AntyRadio 94 FM        |
| Radio ZET Gold Wrocław       | 97,8 MHz      | Wrocław                               | byłe Radio Traffic FM       |

## Niektórzy prezenterzy Radia Zet Gold
- Małgorzata Kościelniak
- Bogdan Fabiański
- Alicja Bendkowska
- Magdalena Kasperowicz
- Anna Chmiel
- Witold Lazar
- Jerzy Piasny
- Piotr Opoka
- Piotr Sworakowski
- Maciej Skrzątek
- Mirosław Szczepaniak